# دنیاگیری کووید-۱۹ در فلوریدا
ایالت فلوریدا در ۱ مارس ۲۰۲۰ هفتمین ایالت در ایالات متحده با یک مورد مستند شدهٔ بیماری کروناویروس ۲۰۱۹ در جریان دنیاگیری ۲۰–۲۰۱۹ کروناویروس شد. در عرض دو هفته مدارس دولتی، تفریگاه‌ها و شهربازی‌ها در سراسر ایالت تعطیل شدند.
با وجود پیش‌بینی‌ها از احتمال آسیب مهیب امواج بیماری به جمعیت بزرگ سالمند این ایالت، فلوریدا با وجود عدم اعمال تعطیلی عمومی گسترده تا کنون با تلفات مطابق با پیش‌بینی‌ها رو به رو نبوده‌است.